# Юнес, Линкольн
Линкольн Юнес (англ. Lincoln Younes; 31 января 1992 года, Сидней) — австралийский актёр.

## Биография
Линкольн Юнес родился в Канберре, но вырос в Мельбурне. Окончил среднюю школу «Flora Hill Secondary College» в Бендиго и годичные курсы в Национальном институте драматического искусства в Сиднее.
После игры в футбол в течение 14 лет, Юнес первоначально хотел начать спортивную карьеру. Но позднее, он поступил в Национальный институт драматического искусства. Однако, он отложил учёбу спустя полгода.

## Карьера
В 2009 году Юнес стал приглашённой звездой в криминальной драме «Отдел убийств». После посещения прослушивания, Юнес получил роль Ромео в сериале «Путаница». Линкольн появляется в фильме «Свадебная вечеринка», вместе с Джошем Лоусоном и Изабель Лукас. Фильм был показан на Мельбурне на международном кинофестивале. В 2011 году Юнес пробовался на роль Кейси Брэкстона в мыльной опере «Домой и в путь». Он переехал в Сидней для съёмок. В июне 2014 года, было подтверждено, что Юнес ушёл из сериала «Домой и в путь» и что его заключительные серии были сняты в мае.

## Награды и номинации
- 2013 — Премия ASTRA Awards в категории «Лучший актёр»
- 2013 — Номинация на премию «Cleo Bachelor of the Year»

### Кино и телевидение
| Год       |   | Русское название    | Оригинальное название | Роль           |
| --------- | - | ------------------- | --------------------- | -------------- |
| 2007      | с | Отдел убийств       | City Homicide         | Тайлер Дрю     |
| 2009      | ф |                     | Locker                | Тим Келли      |
| 2009—2012 | с | Путаница            | Tangle                | Ромео Ковач    |
| 2011      | с | Свадебная вечеринка | The Wedding Party     | Тодд           |
| 2011—2014 | с | Домой и в путь      | Home and Away         | Кейси Брэкстон |
| 2014—2015 | с | Дитя любви          | Love Child            | Крис Вести     |
| 2015      | с | Прятки              | Hiding                | Митчелл Куигг  |
| 2016      | ф |                     | Down Under            | Хассим         |
| 2018      | с | Смертельно повезло  | Dead Lucky            |                |
| 2019      | с | Гранд-отель         | Grand Hotel           | Дэни           |